# Vrăjitorie

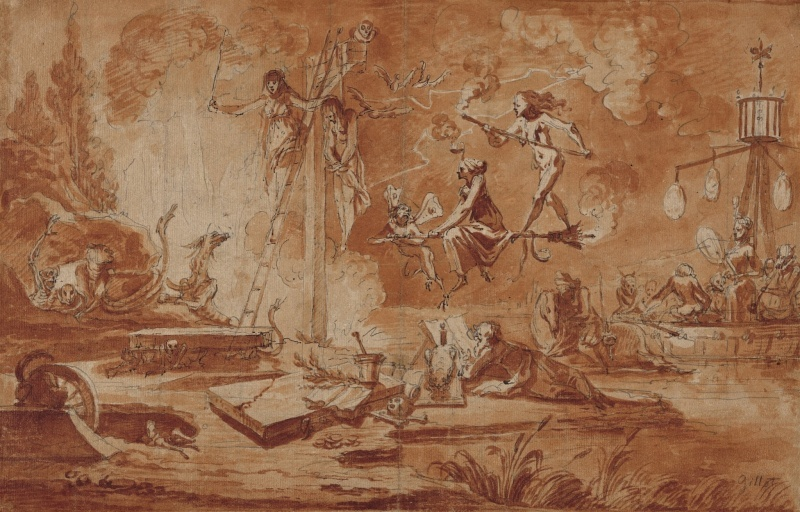
Pictură de Claude Gillot "Scene of Sorcery"

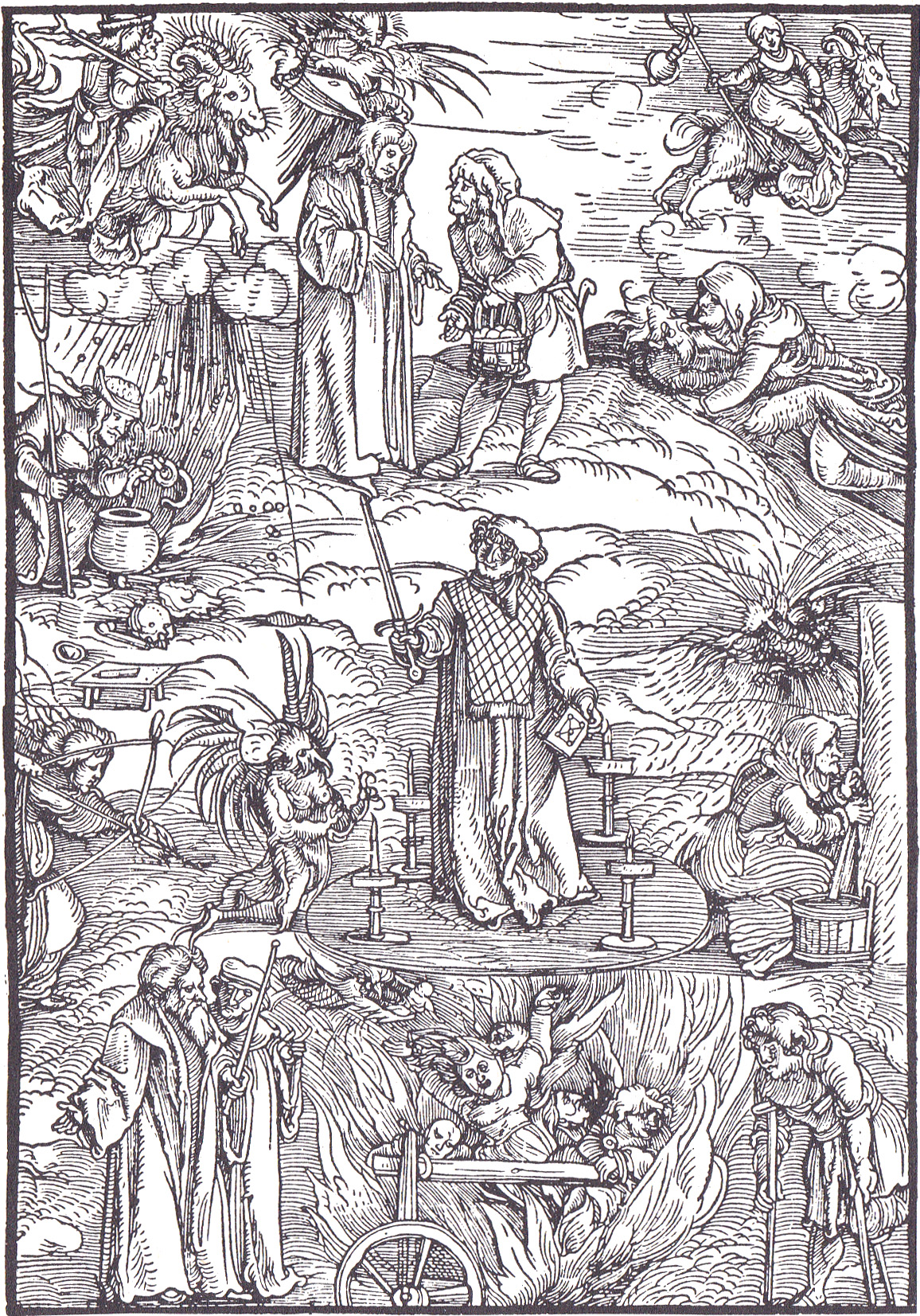
Vrăjitorie

Vrăjitoria, în variate contexte istorice, religioase și mitice este folosirea unor presupuse puteri supranaturale sau magice. O vrăjitoare este o persoană care practică vrăjitoria. În contexe moderne de practicare a vrăjitoriei, în special în cel Wicca, și bărbații pot fi încadrați drept "vrăjitori".
Vrăjitoarele sunt femei care susțin că au fost înzestrate de Dumnezeu sau natură cu puteri supranaturale care le permit sa citească viitorul, să facă farmece, miracole și chiar să provoace dezastre. Conform preceptelor creștinismului, ele nu sunt nimic altceva decât slujitori ai Diavolului. Lupta creștinismului contra vrăjitoarelor a fost înfrântă în țările civilizate, vrăjitoria fiind decriminalizată, iar vrăjitoarele beneficiază de drepturile omului. Multe vrăjitoare și vrăjitori s-au organizat în propria lor religie, Wicca, religie care există în mod legal în mai multe țări.

## Istoric
Până la circa 1300, Biserica Catolică, deși admitea existența Diavolului și a demonilor, nu credea că există vrăjitoare.:60–63 În timp ce istoricii nu au reușit să identifice o singură cauză a ceea ce a devenit cunoscut sub numele de „frenezia vrăjitoarelor”, oamenii de știință au observat că, fără a schimba doctrina bisericii, s-a dezvoltat un curent de gândire nou, dar comun, conform căruia vrăjitoarele sunt atât reale, cât și răuvoitoare. Dosarele inchizitorilor arată: credința în magie a rămas atât de răspândită, încât i-a convins pe unii istorici că creștinismul nu a câștigat niciodată cu adevărat mințile oamenilor din mediul rural. Probabil vânătoarea de vrăjitoare a fost declanșată de mica eră glaciară.:335 Majoritatea acuzațiilor de vrăjitorie au pornit de la oamenii de rând, iar autoritățile nu și-au dat silința să le urmărească penal pe vrăjitoare; procesele erau adesea civile (lumești) și nu religioase.:xiii Majoritatea proceselor au avut loc în Germania de Sud-Vest, între anii 1561 și 1670. Numărul total de victime a fost estimat la circa 40 mii, în timp ce în secolul XIX se credea că au fost nouă milioane de victime.
Termenul biblico-teologic pentru vrăjitorie (magie) este pharmakon, ceea ce poate însemna medicament, leac (ierburi medicinale) dar și otravă.
Conceptul de vrăjitorie și credința în existența sa au persistat de-a lungul istoriei înregistrate. Ele au fost prezente sau centrale în diferite vremuri și în multe forme diferite între culturi și religii din întreaga lume, inclusiv culturi „primitive” și „foarte avansate” și continuă să aibă un rol important în multe culturi astăzi. Din punct de vedere istoric, conceptul predominant de vrăjitorie în lumea occidentală derivă din legile Vechiului Testament împotriva vrăjitoriilor și a intrat în mersul principal atunci când credința în vrăjitorie a obținut aprobarea Bisericii în Perioada modernă timpurie. Prezintă un conflict teosofic între bine și rău, unde vrăjitoria era, în general, rea și deseori asociată cu diavolul și închinarea diavolului. Aceasta a culminat cu moartea, tortura și găsirea țapului ispășitor (vină pentru nenorocirea omului) și mulți ani de vrăjitoare și vânători de vrăjitoare, mai ales în Europa protestantă, înainte de a se opri în mare măsură în timpul Epoca Europeană a Iluminismului. Viziunile creștine din zilele noastre sunt diverse și acoperă gama de opinii de la credința și opoziția intense (mai ales de la fundamentaliștii creștini) la non-credință, iar în unele biserici chiar și la aprobare. De la mijlocul secolului al XX-lea, vrăjitoria - uneori numită vrăjitorie contemporană pentru a o distinge în mod clar de credințele mai vechi - a devenit numele unei ramuri a păgânismului modern. Este cel mai important practicat în tradițiile Wiccan și vrăjitoria modernă.

## Magie, folclor și vrăjitorie la români
Populația din spațiul carpato-danubiano-pontic nu făcea diferența în trecutul îndepărtat între magia pozitivă (albă) și cea negativă (magie neagră). Adică nu cunoșteau distincția între practica de a folosi forțe supranaturale în scopuri benefice și vrăjitoria în scopul răzbunării. Ambele forme de vrăjitorie erau denumite farmece (din limba latină pharmacum).

### Etimologie
Geto-dacii aveau cuvinte proprii pentru a denumi vrăjitoria sau vrăjitorul, unele ajunse până astăzi nemodificate, de exemplu: boscorodeală, boscănitură sau vâlfă. Cuvântul farmec este sinonim cu peste 48 de cuvinte, din care 19 de origine latină, 10 din limbile neo-latine, 6 autohtone, 6 cu etimologie necunoscută, 5 din limbile slave, unul din turcă, unul din ungară. Din limba slavă cuvântul vrajă are o utilizare integral națională și tinde să înlocuiască cuvântul farmec.

## Practici străvechi în vrăjitorie. Inițieri, recuzită, dansuri
Ceremoniile de inițiere a vrăjitorului cuprindeau adesea, la populațiile vechi, momente ce simbolizau moartea și învierea acestuia, ca urmare a intrării spiritelor în corp. Mai târziu formula de inițiere magică primitivă a fost modificată de sacerdoți; care își atribuiau rolul de intermediari între credincioși și zei; sacerdoți care se vor înconjura de numeroase mistere pentru a apăra puterile castei. Ei, fie că erau preoți indieni, egipteni sau greco-romani, au ajuns să posede cunoștințele științifice ale omenirii, dețineau calculele calendarelor, prevedeau timpul și eclipsele.
Vrăjitoria apare încă din paleolitic. În desenele rupestre din peștera Trois-Freres (Franța) sau de pe stâncile din Tassili (Sahara) apar imaginile unor vrăjitori străvechi în exercițiul activității lor, total asemănători cu cei din zilele noastre la populațiile subdezvoltate. Imaginile din peșteră arată un vrăjitor deghizat într-un animal ciudat, semănând cu un iepure având coarne de cerb. Îmbrăcămintea lor dă impresia unor apariții îngrozitoare: om-bizon, om-cal sau om fără nas, gură și urechi, de exemplu așa numitul Marele zeu marțian de la Jabbaren (Africa).
Recuzita vrăjitorului paleolitic este bogată și variată. Dispune de unelte și culori preparate de el pentru tatuajele rituale. Confecționează figurine și păpuși, în general animale, pe care le înzestrează cu puteri magice, în cadrul unui ceremonial. Acest obicei încă se păstrează azi în Sicilia, Asia sau America de Sud și la multe triburi polineziene sau africane. Recuzita mai cuprindea baghete magice, unele adevărate opere de artă. Astfel de obiecte au fost găsite în grota Isturitz (Basses-Pyrenees). Vrăjitorii mai folosesc și capcane pentru spiritele rele numite tectiforme, un fel de colivii. În vrăjitorie ei mai folosesc anumite semne magice - triunghiuri, dreptunghiuri, ovaluri, serii de puncte, etc. Acestea erau desenate în paleolitic pe pereții peșterilor.
Practicile vrăjitorești au fost întotdeauna însoțite de dansuri și cântece, alături de declamații ritmate, așa cum apare pe o peșteră din Ariège (Franța).

## Vezi și
- Magie